# Astrolatria
L'astrolatria (o culto astrale) è il culto degli astri. Numerose religioni, soprattutto nell'antichità, vedevano delle divinità nel sole, nella luna e negli altri corpi celesti, che quindi erano oggetto di un culto divino. 
Un relitto di queste credenze è visibile ancora al giorno d'oggi per il fatto che quasi tutti i pianeti del sistema solare portano il nome di divinità del pantheon greco-romano: Mercurio, Venere, Marte, Giove, Saturno, Urano, Nettuno, Plutone.